# NPS-2390
NPS-2390 je antagonist glutamatnog receptora.